# Saint-Rémy-au-Bois
Saint-Rémy-au-Bois è un comune francese di 115 abitanti situato nel dipartimento del Passo di Calais nella regione dell'Alta Francia.

## Società

### Evoluzione demografica
Abitanti censiti